# أحمد السيد دارج
أحمدالسيد دراج (و. 1922-ت. 2009) كاتب ومؤرخ مصري، كان أستاذًا للتاريخ بجامعة القاهرة. ولد في محافظة الشرقية عام 1922، حصل علي ليسانس آداب من جامعة القاهرة قسم التاريخ عام 1944، دبلومة معهد الآثار الإسلامية، كما حصل علي دكتوراة في الآداب جامعة باريس عام 1955. أشرف على عدّة رسائل جامعيّة في جامعة أم القرى.

## مؤلفاته
- الممالك والفرنج في القرن التاسع الهجري الخامس عشر الميلاد، دار الفكر العربي، 1961م.
- وثائق دير صهيون، مكتبة الأنجلو المصرية، 1961.[1]
- الحياة العملية في عصر ملوك الطوائف في الأندلس، ٤٨٨: ٤٢٢ه‍ ،مركز الملك فيصل للبحوث والدراسات الإسلامية.
- تاريخ دولة الكنوز الإسلامية 1976م، دار المعارف.
- صناعة الكتابة وتطورها في العصور الإسلامية، مطبوعات رابطة العالم الإسلامي، سلسلة الحق.[2]
- الكعبة المشرفة سرة الأرض ووسط الدنيا، دار العلم والثقافة.[3]

## أهم الجوائز
- حاز علي جائزة الدولة التشجيعية في مجال العلوم الإجتماعية، من المجلس الأعلي للفنون والآداب عام 1962.

- منح جائزة «مصر-فرنسا» عن رسالته في الدكتوراة لعام 1955.